# Пекун Оксана Олександрівна
Оксана Олександрівна Пекун (нар. 2 листопада 1969, Тернопіль) — українська естрадна співачка та телеведуча. Народна артистка України (2011). З 2008 по 2018 рік — музична керівниця та ведуча програми «Фольк-music» на телеканалі UA: Перший.

## Життєпис
Закінчила середню школу № 10 у Тернополі, музичну школу № 2, факультет початкових класів і музики у Тернопільському педагогічному інституті (нині Тернопільський національний педагогічний університет імені Володимира Гнатюка), де здобула спеціальність «вчитель початкових класів і музики».
Співала в інститутському вокально-інструментальному ансамблі «Молодість». Керівником його тоді був композитор і аранжувальник Олександр Бурміцький, який написав для Оксани пісні, з якими вона заявила про себе як естрадна співачка. Серед них — «Кав'ярня кохання» та «Не залишай», написані на вірші Олени Лайко.
У складі ансамблю «Молодість» стала учасницею фестивалю «Червона рута—91». Була дипломанткою фестивалю-конкурсу імені Володимира Івасюка.
Пісні співачки дванадцять років поспіль ставали шлягерами року, виборюючи почесні «золоті» диски на однойменному фестивалі.
Пісня «Зелен клен», яку написали Ігор Поклад і Юрій Рибчинський, що в оновленому варіанті увійшла до репертуару Оксани Пекун, була названа шлягером ХХ століття.
Продюсер і чоловік співачки - Володимир Коваленко.
Результатом творчої співпраця Оксани Пекун з поетесою Оленою Лайко є більше 10 пісень. На пісню «Ти будеш мій» в 1998 році було відзнято перший «серйозний» кліп Оксани, оскільки усі попередні роботи («Квіти в дарунок», «Новорічна зоря», «Вперше», «Ти не той») були якоюсь мірою «пробою пера».
У доробку Оксани Пекун є ще кліпи «Відлітаю-прощай» (режисер Євген Петров) і «Зелен клен» (режисер Віктор Підгурський), "Доле моя" і "Новорічна зоря" (режисер Сергій Гармаш). У кліпах «Доле моя» і «Новорічна зоря» органічно поєднано натурні зйомки з мультиплікацією.
У 2008 році на Першому Національному телеканалі з'явилася музична програма для всіх поколінь «Фольк-music» (автор і керівник проекту Володимир Коваленко). Мета програми: відродити українську народну пісню, неповторний мелос українського народу і разом з тим популяризація автентичної музики насамперед серед молоді. Оксана Пекун стала незмінною ведучою програми. «Фольк-music» — це пошук та відродження українського музичного етносу, автентичних мелодій та народних пісень різних регіонів України. А ще — це популяризація автентичної музики, насамперед серед молоді. Програма «Фольк-music», разом з ведучою, була номінована на найкращу музичну програму України Національної премії України «Телетріумф» (номінація «Музична передача»).
У 2014 році на Креативному форумі «Євробачення авторських форматів» у Берліні «Фольк-music» вперше стала фіналістом, як український телепроєкт.

## Відзнаки
- 1-а премія Всеукраїнського телефестивалю «Мелодія» (1996, Львів),
- лауреат міжнародного пісенного конкурсу «Доля» (1994, Чернівці),
- лауреат «Пісенного вернісажу-94»,
- переможниця міжнародного конкурсу «Романси Славутича» (1995),
- дипломантка «Слов'янського базару» (1995),
- 2-а премія міжнародного конкурсу ім. К. Шульженко (1995, Харків)